# Carolina Reaper
A Carolina Reaper (eredetileg HP22B) a Capsicum chinense paprika egy termesztett változata. A paprika piros, göcsörtös, kis hegyes farokkal. 2013-ban a Guinness World Records a világ legcsípősebb paprikájaként jegyezte be, megelőzve a korábbi rekordert, a Trinidad Scorpion "Butch T"-t. Termesztője egy új változatot is alkotott, a Pepper X-et, amely 2023-tól hivatalosan is átvette a rekordot.

## Csípősség
A Carolina Reaper csípősségét a kapszaicin mennyisége adja, ezt a Scoville-skálával mérik SHU-ban (Scoville heat unit). A Fort Mill-i PuckerButt Pepper Company tulajdonosa, "Smokin" Ed Currie nemesítette Rock Hill-i, Dél-Karolinai üvegházában. A hivatalos Guinness World Record szerint átlagos csípőssége 1,569,300 SHU, melyet a Winthrop Egyetem 2013-ban végzett vizsgálata állapított meg. A legcsípősebb darab csípőssége 2,2 millió SHU volt.(Összehasonlításképpen a legerősebb cseresznyepaprika  kb. 5000 SHU)
Az eredeti keresztezett fajták a Bhut jolokia (a korábbi világcsúcstartó), valamint egy piros habanero voltak. A "Reaper" (Kaszás) nevet a "farkának" a formájáról kapta.
Az angol James Wong etnobotanikus szerint "átlagos növény, otthoni kipróbálásra alkalmas". A növény számára szükséges hőmérséklet legalább 18-20 °C. Wong javaslata alapján 30–40 cm átmérőjű cserépbe kell ültetni, hogy korlátozva legyen a növekedése és hamarabb teremjen.

Leírása szerint az íze gyümölcsös. Az első harapáskor édes, amely azonnal "olvadt lávába" csap át. Ha teljesen érett, általában körülbelül akkora, mint egy ping-pong labda.

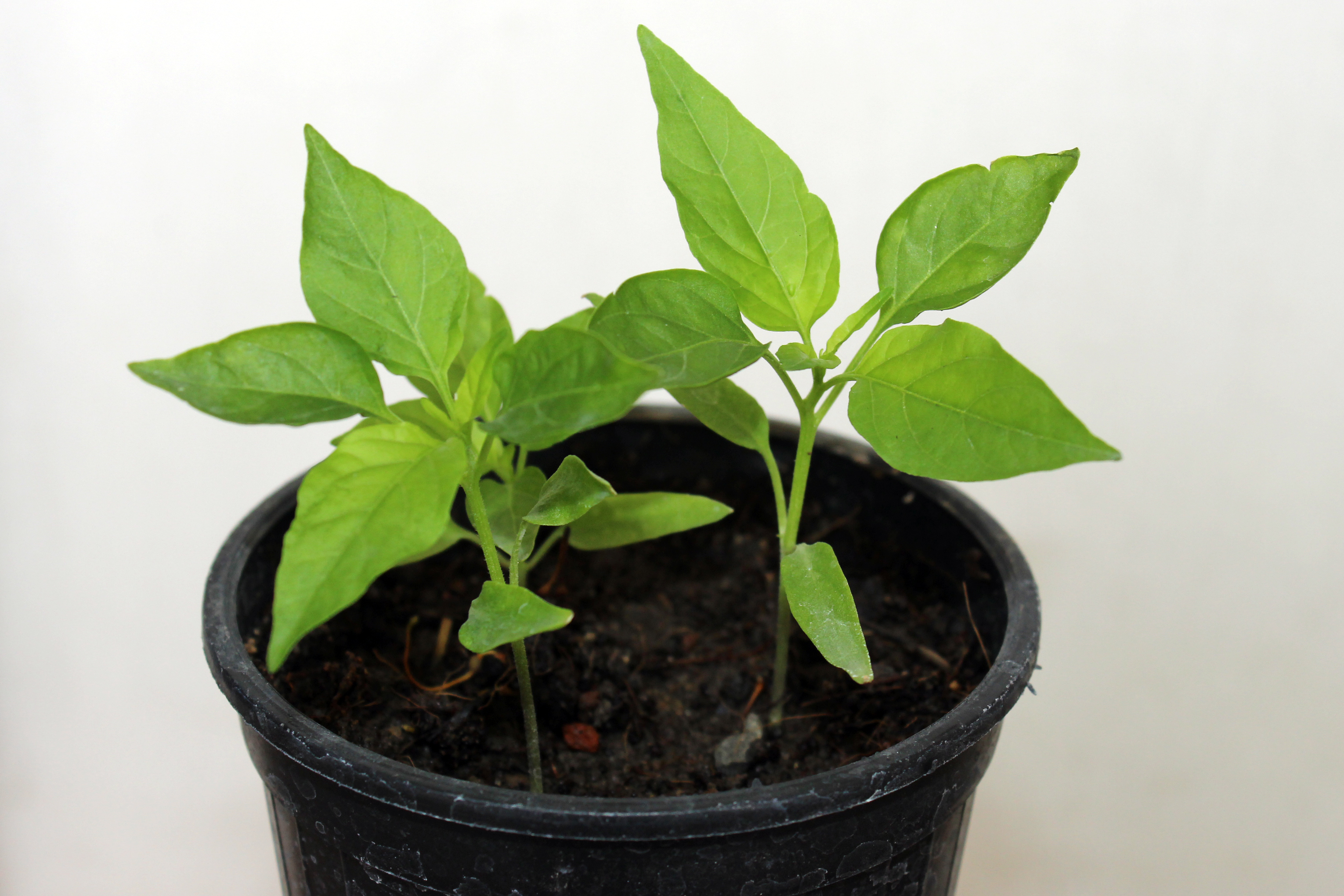
30 napos Carolina Reaper növény
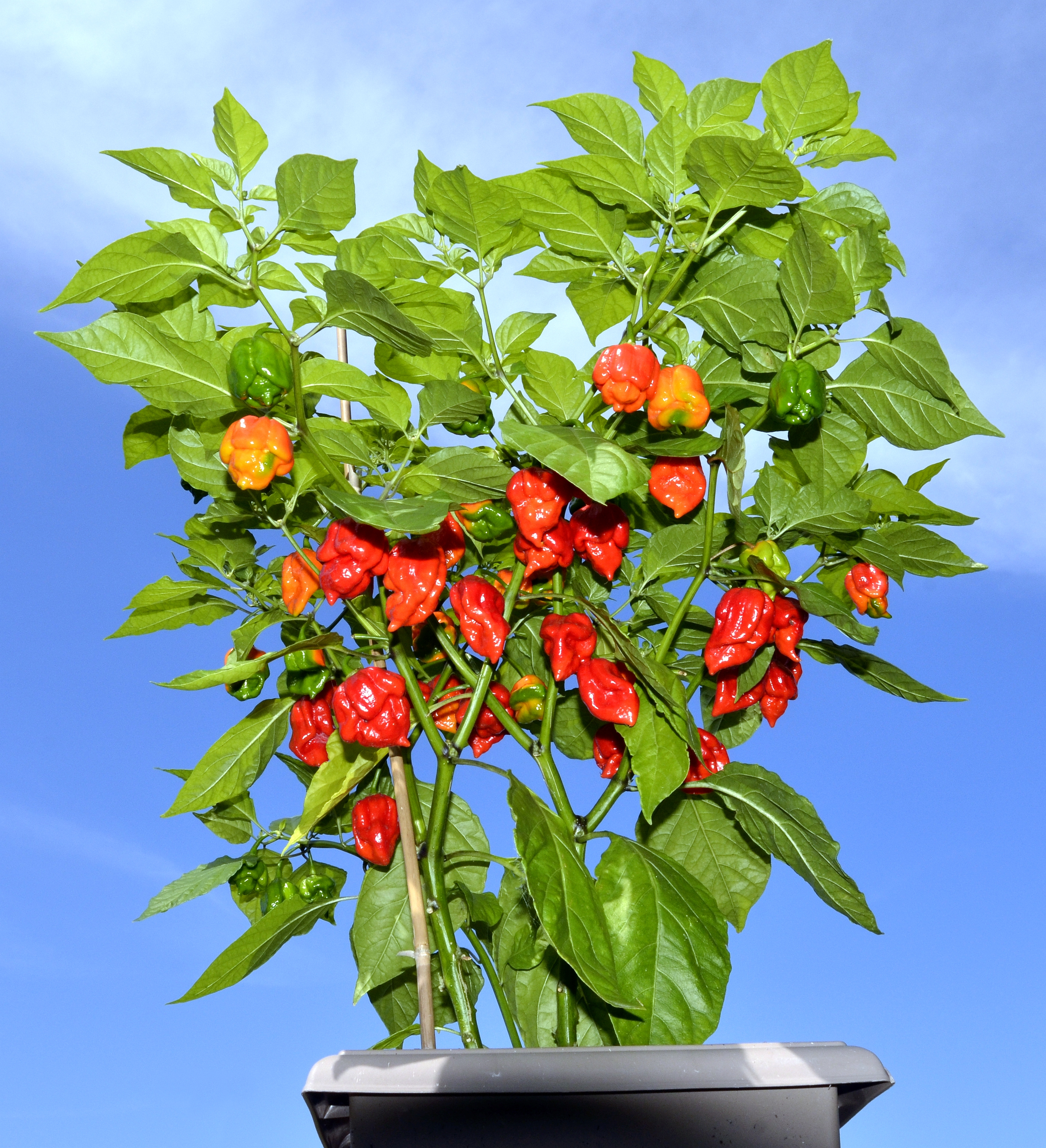
Érett növény
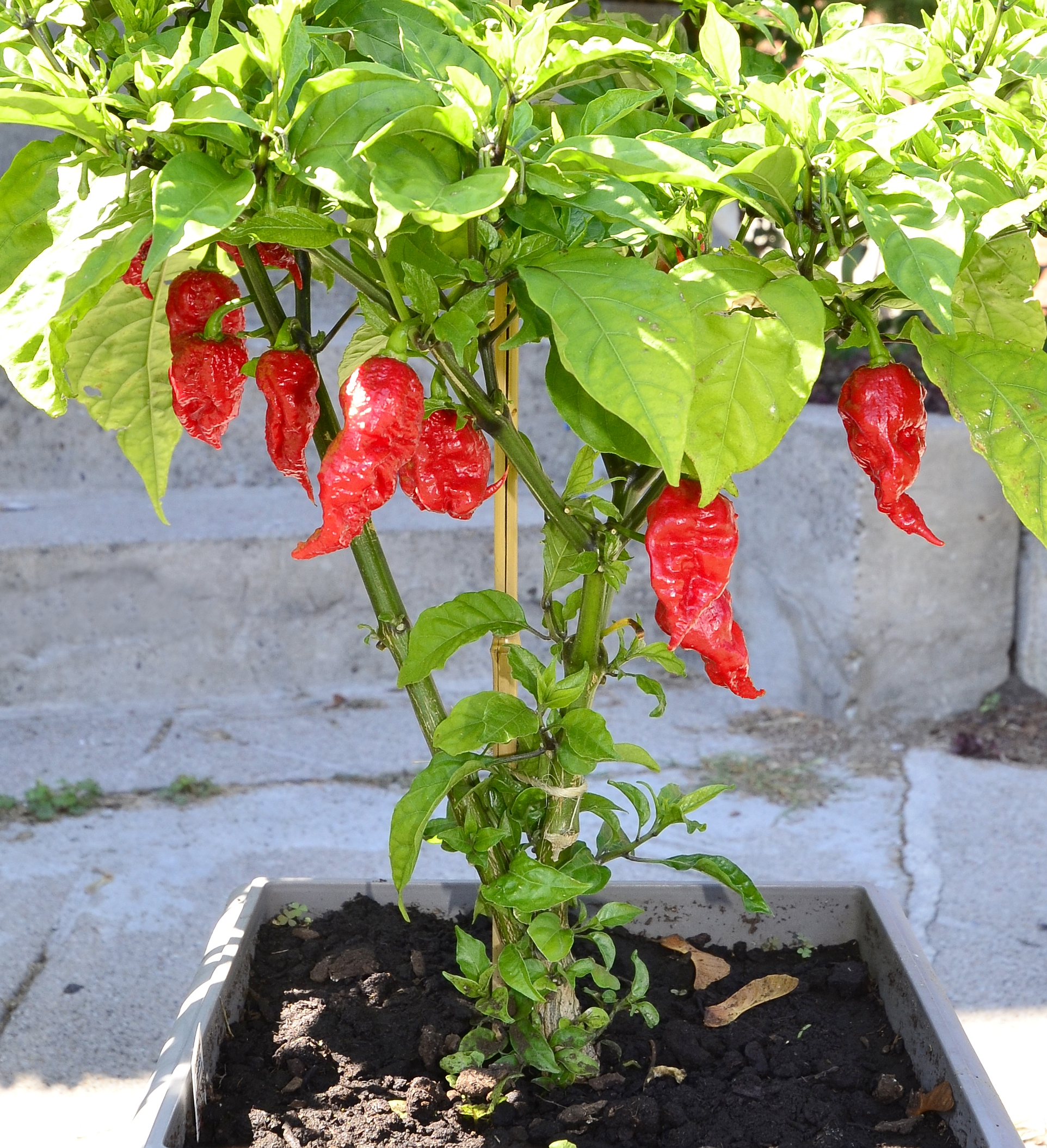
Érett növény